# Comté de Borden
Pour les articles homonymes, voir Borden.
Le comté de Borden, en anglais : Borden County, est un comté, situé dans la région de Llano Estacado de l'État du Texas des États-Unis. Fondé le 19 novembre 1876, son siège de comté est la communauté non incorporée de Gail. Selon le recensement des États-Unis de 2020, sa population est de 631 habitants. Le comté a une superficie de 2 346,5 km2, composée de 2 324,3 km2 de surfaces terrestres. Il est nommé en l'honneur de Gail Borden, un journaliste et un inventeur.

## Organisation du comté
Le comté de Borden est créé le 19 novembre 1876, à partir des terres du comté de Young. Après plusieurs aménagements fonciers, il est définitivement organisé et autonome, le 17 mars 1891.
Le comté est baptisé en référence à Gail Borden, un éditeur de journaux et organisateur de la république du Texas. En tant qu'arpenteur, il contribue à l'aménagement du site de Houston et prépare la première carte topographique du Texas
,,.

## Géographie
Le comté de Borden est situé en bordure de la région de Llano Estacado, dans l'État du Texas, aux États-Unis,.
Il a une superficie totale de 2 346,5 km2, composée de 2 324,3 km2 de terres et de 22,2 km2 de zones aquatiques.

## Comtés adjacents
| Comté de Lynn   | Comté de Garza  |                   |
| Comté de Dawson | comté de Borden | Comté de Scurry   |
|                 | Comté de Howard | Comté de Mitchell |

## Démographie
Lors du recensement de 2010, le comté comptait une population de 641 habitants. En 2017, la population est estimée à 673 habitants,.

Pyramide des âges du comté de Borden (2000).

| Groupes           | Comté de Borden | Texas | États-Unis |
| ----------------- | --------------- | ----- | ---------- |
| Blancs            | 93,6            | 70,4  | 72,4       |
| Autres            | 4,4             | 22,5  | 19,0       |
| Métis             | 1,6             | 2,5   | 2,7        |
| Amérindiens       | 0,3             | 0,7   | 0,9        |
| Asiatiques        | 0,2             | 3,8   | 4,8        |
| Total             | 100             | 100   | 100        |
|                   |                 |       |            |
| Latino-Américains | 14,8            | 37,6  | 16,7       |